# Helltaker
Helltaker és un videojoc de trencaclosques desenvolupat pel polonès Łukasz Piskorz i publicat a la plataforma Steam l'11 de maig del 2020. L'abril del 2023 el grup de Projecte 'Ce Trencada' va traduir de manera comunitària i no oficial el joc en català.

## Història
La història és narrada per un personatge anomenat "Beelzebub". Tracta sobre un home (el Helltaker) que un dia decideix muntar un harem de noies dimoni. Tots els personatges del videojoc estan basats en dimonis o estan relacionats amb conceptes infernals de diferents mitologies com Llucifer, Cèrber, el Pandemònium, etc.

## Funcionament
El videojoc està estructurat en diferents nivells. En cada nivell el jugador ha de fer que en Helltaker arribi a la noia en qüestió en un determinat nombre de moviments. El nivell està estructurat com si fos una quadrícula, moure's d'un quadre a un altre i d'altres accions consumeix moviments. En total hi ha onze nivells. Si el jugador ho desitja pot demanar consell a les noies que ja ha conegut prement la tecla "L". També es pot tornar a començar el nivell prement la tecla "R" i, si el jugador ho desitja pot saltar-se el nivell per anar directament a conèixer la noia en qüestió.
En arribar al final del nivell usualment el jugador té un diàleg amb la noia del nivell i haurà de seleccionar una opció de diàleg correcta per avançar al següent nivell. Si escull l'opció incorrecta haurà de repetir el trencaclosques.

## Producció
El videojoc ha estat produït pel desenvolupador de videojocs polonès Łukasz Piskorz, conegut a twitter com a "vanripper". Segons Piskorz, Helltaker té una certa reminiscència a la saga de videojocs Leisure Suit Larry.
El joc es pot obtenir de franc mitjançant Steam. A més a més es ven per separat un llibre d'art del joc que inclou art conceptual, alguns dibuixos que apareixen al videojoc i una recepta per a fer Pancakes (també anomenats crep americana o coqueta) del mateix autor, tot i que en obtenir el final secret es mostra al jugador una forma per obtenir-lo de franc.
Tot i que el videojoc només està disponible oficialment en Anglès el propi creador ha donat suport a les traduccions fetes per la comunitat, explicant com fer-les i fent-ne ell mateix una al Polonès.

## Recepció
El 12 de maig de 2020 el 96% de les 412 valoracions que va tenir a Steam eren positives. El 19 de maig algunes revistes ja deien que era "molt popular". CBR va lloar la expressivitat de les noies. Actualment té més de 12.700 valoracions a Steam i estan qualificades pel mateix Steam com a "Extremadament Positives".